# Malinowy król
Malinowy król – drugi album Urszuli, wydany w 1984 roku nakładem wydawnictwa Polton na kasecie magnetofonowej, a później na płycie winylowej. Nagrań dokonano: w Lublinie, (maj–czerwiec) 1984. 
Tytułowy utwór z albumu, „Wielki odlot” i „Szał sezonowej mody” pojawiły się w oryginalnej wersji w filmie polskim Alabama Ryszarda Rydzewskiego, zaś instrumentalny utwór „Temat Bożeny” jest fragmentem ścieżki dźwiękowej tego filmu, choć nagranym ponownie w zmienionej aranżacji. Na kasecie magnetofonowej wydanej przez Polmark, znajduje się anglojęzyczna wersja utworu „Malinowy król” pt. „King of Dreams” oraz „Wielki odlot” w wersji instrumentalnej.

## Tytułowy utwór
Utwór tytułowy „Malinowy król” powstał już w czasach współpracy Budki Suflera z Izabelą Trojanowską, która wówczas odrzuciła propozycję zaśpiewania kompozycji Lipki, podobnie jak „Luz-blues, w niebie same dziury”. Piosenka „Malinowy król” została nagrana przez Urszulę w Lublinie na przełomie maja i czerwca 1984. W tym samym roku utwór został wydany na drugiej płycie artystki, której kompozycja ta dała tytuł. 
„Malinowy król” w interpretacji Urszuli okazał się jednym z największych przebojów lata 1984, (doszedł do 2. miejsca na liście Trójki) i jednym z przebojów roku, choć niektórzy zarzucali, że melodia do piosenki to plagiat „Moonlight Shadow” Mike’a Oldfielda.
Romuald Lipko był pod wielkim wrażeniem melodyjności i pastelowości „Moonlight Shadow”, więc postanowił napisać „bratnią” piosenkę”. Marek Dutkiewicz nie ukrywał, że inspirowała go jednak nie tylko muzyka; jest tu zabawa słowem zaczerpnięta trochę z „W malinowym chruśniaku” Leśmiana.

### Kontrowersja związana z pomidorami
W 2019 na rynek wyszła marka pomidorów malinowych Tomimaru Muchoo Stowarzyszenia Malinowy Król (SMK) z siedzibą w Międzyrzecu Podlaskim, a hasło pozycjonujące markę „Jego Smakowitość Malinowy Król” wykorzystano na nośnikach reklamy zewnętrznej w kampanii promującej ten brand. Marek Dutkiewicz nie zgodził się na sprzedaż pomidorów pod nazwą piosenki jego autorstwa. Tymczasem stowarzyszenie producentów warzyw uważało, że nie naruszyło praw autorskich, bo nazwa Polakom kojarzy się z tortem, syropem czy woskiem zapachowym, ale nie z piosenką. Dutkiewicz zamówił u prof. Jerzego Bralczyka ekspertyzę, z której wynika, że tytuł „Malinowy król” ma wartość reklamową. Sprawa trafiła do Wojewódzkiego Sądu Administracyjnego w Warszawie i Urzędu Patentowego.

## Lista utworów
Strona 1
1. „Wielki odlot” (muz. R. Lipko, sł. M. Dutkiewicz) – 4:42
2. „Podwórkowa kalkomania” (muz. R. Lipko, sł. M. Dutkiewicz) – 5:25
3. „Twoje zdrowie, mała” (muz. R. Lipko, sł. M. Dutkiewicz) – 4:20
4. „Cztery litery” (muz. R. Lipko, sł. T. Zeliszewski) – 4:25

Strona 2
1. „Szał sezonowej mody” (muz. R. Lipko, sł. T. Zeliszewski) – 5:15
2. „Malinowy król” (muz. R. Lipko, sł. M. Dutkiewicz) – 5:08
3. „Wołam znów przez sen” (muz. R. Lipko, sł. T. Zeliszewski) – 3:48
4. „Temat Bożeny” (muz. R. Lipko) – 4:57

## Listy przebojów
| czerwiec 1984    | Malinowy król         | 2  | 1 |
| sierpień 1984    | Podwórkowa kalkomania | 9  | 1 |
| październik 1984 | Twoje zdrowie, mała   | -  | 1 |
| grudzień 1984    | Wielki odlot          | 14 | 2 |
| styczeń 1985     | Szał sezonowej mody   | 12 | 1 |
| marzec 1985      | Temat Bożeny          | 23 | - |
| marzec 1985      | Wołam znów przez sen  | -  | 2 |

## Teledyski
W warszawskim wieżowcu Intraco Krzysztof Riege na podstawie scenariusza Mirona Zajferta zrealizował program telewizyjny Malinowy król z siedmioma teledyskami, w tym sześcioma utworami z drugiej płyty („Malinowy król”, „Podwórkowa kalkomania”, „Twoje zdrowie, mała”, „Wielki odlot”, „Szał sezonowej mody” i „Temat Bożeny”) oraz „Michelle Ma Belle” z debiutanckiego albumu. Jeden z nich – „Szał sezonowej mody” był propozycją do Telewizyjnej listy przebojów prowadzonej przez Bogdana Fabiańskiego; w notowaniu 28 z 23 lutego 1985 dotarł do 6. miejsca, a w notowaniu 29 z 30 marca 1985 zajął 3. miejsce.
Ponadto powstał wideoklip „Malinowy król” przy okazji realizacji teledysku do utworu Budki Suflera „Cały mój zgiełk” z udziałem Urszuli na potrzeby programu Studio Lato 85 w TVP1. Z kolei teledysk „Twoje zdrowie, mała”, w którym Urszula pracuje jako pokojówka w hotelu, z numerem 33 trafił na Telewizyjną Listę Przebojów TVP2 prowadzoną przez Krzysztofa Szewczyka.

## Twórcy
- Urszula – śpiew
- Budka Suflera (zespół towarzyszący)
- Romuald Lipko – instrumenty klawiszowe
- Krzysztof Mandziara – gitara[12]
- Piotr Płecha – gitara basowa
- Andrzej Sidło – gitara
- Tomasz Zeliszewski – perkusja, instrumenty perkusyjne

Personel
- Romuald Lipko - kierownictwo muzyczne
- Józef Nowakowski – „System” Studio - realizacja
- Jerzy Chrzanowski - manager
- Jerzy Janiszewski - kierownictwo artystyczne, redakcja nagrań
- Aleksander Janiszewski – projekt graficzny
- Antoni Zdebiak – foto